# Lingua begia
La lingua begia (beja, conosciuta anche come bedawi, to bedawie o bedauye) è una lingua cuscitica parlata dall'omonima popolazione nomade e diffusa in aree di Sudan, Eritrea ed Egitto. Nel 2022 c'erano 2.550.000 parlanti Beja in Sudan e 121.000 parlanti Beja in Eritrea secondo Ethnologue . Nel 2023 ci sono circa 88.000 parlanti Beja in Egitto. Il numero totale di parlanti in tutti e tre i paesi è 2.759.000.
La lingua è usualmente scritta in alfabeto arabo e, a volte, in quello latino o Ge'ez.